# Eftersøgning i Tisvilde Hegn
|  | Denne artikel er oprettet af botten Steenthbot ud fra en ekstern database. Den kan derfor have sproglige fejl eller mangler. Denne skabelon kan fjernes efter kontrol af indholdet. |

Eftersøgning i Tisvilde Hegn er en dansk dokumentarisk optagelse fra 1950.

## Handling
1400 medlemmer af Hjemmeværnet og Lottekorpset m.fl. søger d. 26. marts i Tisvilde Hegn efter den forsvundne 2-årige Tage Bek, som blev bortført d. 10. december 1949. Moderne kommunikationsudstyr anvendes, og hunde hjælper til i eftersøgningen.